# Berrocalejo de Aragona

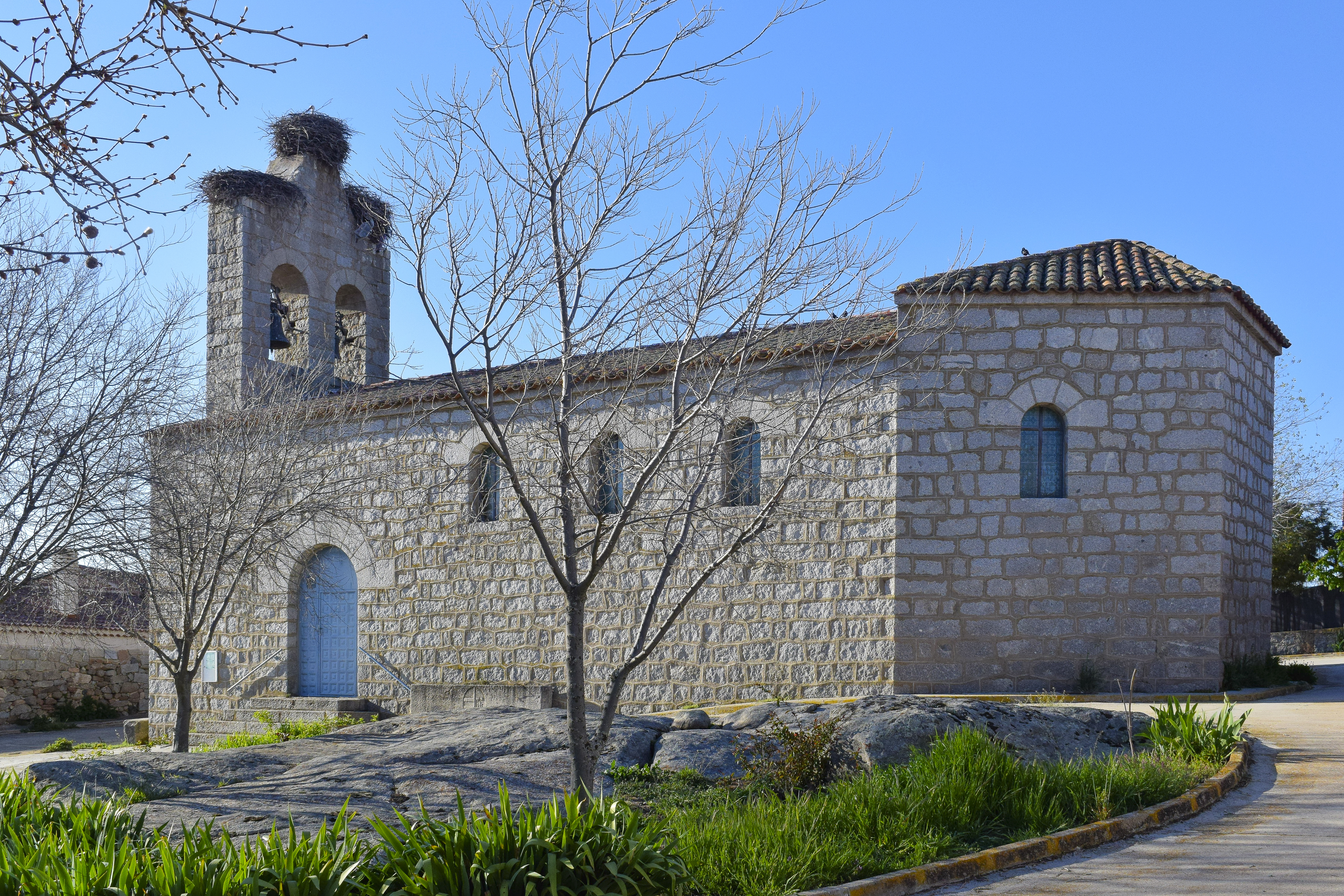
Iglesia parroquial de Santa María

Berrocalejo de Aragona es una localidad y municipio de la provincia de Ávila, comunidad autónoma de Castilla y León, España. 

## Geografía
Integrado en la comarca de Ávila, se sitúa a 9 km de la capital provincial. El término municipal está atravesado por la autopista AP-51 (Villacastín-Ávila) y por la carretera N-110 entre los pK 244 y 246. El relieve del municipio es llano, pero a gran altura, siendo regado por el arroyo de Berrocalejo. La altitud oscila entre los 1168 m y los 980 m. El pueblo se encuentra a 1102 m sobre el nivel del mar. 
| Noroeste: Tolbaños y Ávila | Norte: Tolbaños | Noreste: Tolbaños y Mediana de Voltoya |
| Oeste: Ávila               |                 | Este: Mediana de Voltoya               |
| Suroeste: Ávila            | Sur: Ávila      | Sureste: Mediana de Voltoya            |

## Símbolos

### Escudo
La descripción del escudo es la siguiente:

«Escudo español cuadrilongo de base redondeada. Partido: 1.º, en campo de azur (azul), un arco románico de plata, 2.º, en oro, cuatro barras de gules (rojo). Al timbre corona real cerrada que consiste en un círculo de oro engastado de piedras preciosas,
sumado de ocho florones de hojas de acanto, de los cuales tres aparecen ocultos y visibles cinco, interpoladas de perlas y de cuyas hojas salen sendas diademas sumadas de perlas, que convergen en un mundo de azur (azul) con el semimeridiano y el ecuador de oro sumado de cruz de oro. La corona forrada de gules (rojo)»
Boletín Oficial de la Provincia de Ávila (5 de diciembre de 2018)

### Bandera
La descripción textual de la bandera es la que sigue:

«Paño de proporciones 1/1, ancho por largo, partido por mitad vertical; el rectángulo al asta es azul, cargado de un arco románico de plata, y el rectángulo al batiente es dorado, con cuatro barras verticales rojas alternando con el color dorado del paño de la bandera»
Boletín Oficial de la Provincia de Ávila (5 de diciembre de 2018)

## Demografía
Berrocalejo de Aragona cuenta con una población de 56 habitantes (INE 2024).
| Gráfica de evolución demográfica de Berrocalejo de Aragona entre 1842 y 2021                                                                                                |
| |
| Población de derecho según los censos de población del INE. Población de hecho según los censos de población del INE.En este censo se denominaba Berrocalejo Aragona: 1857. |